# Ковальская, Мечислава
Мечислава Ковальская (пол. Mieczysława Kowalska, OSCCap, 1 января 1902, Варшава — 25 июля 1941, Дзялдово, Варминско-Мазурское воеводство), в монашестве — Мария Тереза Младенца Иисуса — блаженная Римско-католической церкви, монахиня из монашеского ордена клариссок-капуцинок, исповедница. Входит в число 108 блаженных польских мучеников, беатифицированных Римским папой Иоанном Павлом II во время его посещения Варшавы 13 июня 1999 года.

## Биография
Мечислава Ковальская 23 января 1923 года вступила в монастырь капуцинок в Пшасныше. В 1924 году приняла первые временные обеты и 26 июля 1926 года — вечные обеты. В монастыре работала в библиотеке, ризнице, настоятельницей послушниц.
2 апреля 1941 года Мечислава Ковальская была арестована гестапо вместе с другими тридцатью шестью монахинями, проживавшими в монастыре. Все монахини были направлены в концентрационный лагерь, находившийся в городе Дзялдово. Будучи в лагере, Мечислава Ковальская заболела туберкулёзом и умерла 25 июля 1941 года.

## Прославление
13 июня 1999 года была беатифицирована Римским папой Иоанном Павлом II вместе с другими польскими мучениками Второй мировой войны.
День памяти — 12 июня.